# Ordre de bataille unioniste de l'expédition de Camden
L'ordre de bataille unioniste de l'expédition de Camden présent les unités de l'armée de l'Union et les commandants qui ont combattu lors de l'expédition de Camden au cours de la guerre de Sécession. L'ordre de bataille a été établi à partir de l'organisation de l'armée pendant la campagne,. L'ordre de bataille confédéré est présenté séparément.

## Abréviations utilisées

### Grade militaire
- Major général
- Brigadier général
- Colonel
- Lieutenant colonel
- Commandant
- Capitaine
- Premier lieutenant

### Autre
- (b) = blessé
- mb = mortellement blessé
- † = tué
- (PDG) = capturé

## Forces de l'Union

### VII Corps (Département de l'Arkansas)
Major général Frederick Steele
Escorte :
- 3rd Illinois Cavalry (en), compagnie D :  Premier lieutenant Solomon M. Tabor
- 15th Illinois Cavalry (en), compagnie H :  Capitaine Thomas J. Beebe

| Division                                                           | Brigade                                                                        | Régiments et autres |
| ------------------------------------------------------------------ | ------------------------------------------------------------------------------ | --- |
| Troisième division Brigadier général Frederick C. Salomon (en)     | Première brigade Brigadier général Samuel Allen Rice (en) (mb) 30 avril 1864   | - 50th Indiana Infantry: Lieutenant colonel Samuel T. Wells - 33rd Iowa (en) : Colonel Thamas H. Benton, jr. - 33rd Iowa (en) : Commandant Hiram D. Gibson - 9th Wisconsin (en) : Colonel Charles E. Salomon |
| Troisième division Brigadier général Frederick C. Salomon (en)     | Deuxième brigade Colonel William E. McLean                                     | - 43rd Indiana (en) : Commandant Wesley W. Norris - 36th Iowa (en) : Colonel Charles W. Kittredge - 77th Ohio (en) : Colonel William B. Mason |
| Troisième division Brigadier général Frederick C. Salomon (en)     | Troisième brigade Colonel Adolph Englemann (en)                                | - 43rd Illinois (en) : Lieutenant colonel Adolph Dengler - 40th Iowa (en) : Colonel John A. Garrett - 27th Wisconsin (en) : Colonel Conrad Krez |
| Troisième division Brigadier général Frederick C. Salomon (en)     | Artillerie                                                                     | - Batterie de l'Illinois de Vaughn : Premier lieutenant Charles W. Thomas - Batterie E, 2nd Missouri Light Artillery : Premier lieutenant Charles Peetz - Batterie du Wisconsin de Voegele : Capitaine Martin Voegele |
| District de la Frontière (en) Brigadier général John Milton Thayer | Première brigade Colonel John Edwards (en)                                     | - 1st Arkansas (en) : Lieutenant colonel Elhanon J. Searle - 2nd Arkansas (en) (8 compagnies) : Commandant Marshall L. Stephenson - 18th Iowa (en) : Capitaine William M. Duncan - 2nd Indiana Battery (en) : Premier lieutenant Hugh Espey                                                                                                 |
| District de la Frontière (en) Brigadier général John Milton Thayer | Deuxième brigade Colonel Charles W. Adams                                      | - 1st Kansas Infantry (Colored) (en) : Colonel James M. Williams - 2nd Kansas Infantry (Colored) (en) : Colonel Samuel J. Crawford - 12th Kansas (en) : Lieutenant colonel Josiah E. Hayes - 1st Battery, Arkansas Light Artillery (en) : Capitaine Denton D. Stark                                                                         |
| District de la Frontière (en) Brigadier général John Milton Thayer | Troisième brigade Colonel Owen Bassett                                         | - 2nd Kansas Cavalry (en) : Commandant Julius G. Fisk - 6th Kansas Cavalry (en) : Lieutenant colonel William T. Campbell - 14th Kansas Cavalry (en) : Lieutenant colonel John G. Brown |
| Division de cavalerie Brigadier général Eugene Asa Carr            | Première brigade Colonel John F. Ritter                                        | - 3rd Arkansas Cavalry (en) (4 companies) : Commandant George F. Lovejoy - 13th Illinois Cavalry (en) (compagnie B) : Capitaine Adolph Bechand - 3rd Iowa Cavalry (en) (détachement) : Premier lieutenant Franz W. Arnim - 1st Missouri Cavalry (8 compagnies) : Capitaine Miles Kehoe - 2nd Missouri Cavalry : Capitaine William H. Higdon |
| Division de cavalerie Brigadier général Eugene Asa Carr            | Troisième brigade Colonel Daniel Anderson                                      | - 10th Illinois Cavalry (en) (détachement) : Lieutenant colonel James Stuart - 1st Iowa Cavalry (en) : Lieutenant colonel Joseph W. Caldwell - 3rd Missouri Cavalry : Commandant John A. Lennon |
| Division de cavalerie Brigadier général Eugene Asa Carr            | Brigade indépendante de cavalerie [Poste de Pine Bluff] Colonel Powell Clayton | - 1st Indiana Cavalry (8 compagnies) : Commandant Julian D. Owen - 5th Kansas Cavalry (en) (10 compagnies) : Lieutenant colonel Wilton A. Jenkins - 7th Missouri Cavalry : Commandant Henry P. Spellman - 18th Illinois (en) : Lieutenant colonel Samuel b. Marks - 28th Wisconsin (en) : Lieutenant colonel Edmund B. Gray                 |